# Westcliffe
Westcliffe és una població dels Estats Units, seu del comtat de Custer a l'estat de Colorado. Segons el cens del 2000 tenia 417 habitants.

## Demografia
Segons el cens del 2000, Westcliffe tenia 417 habitants, 194 habitatges, i 108 famílies. La densitat de població era de 141,2 habitants per km².
Dels 194 habitatges en un 23,2% hi vivien nens de menys de 18 anys, en un 46,9% hi vivien parelles casades, en un 6,2% dones solteres, i en un 44,3% no eren unitats familiars. En el 42,3% dels habitatges hi vivien persones soles el 19,1% de les quals corresponia a persones de 65 anys o més que vivien soles. El nombre mitjà de persones vivint en cada habitatge era de 2,11 i el nombre mitjà de persones que vivien en cada família era de 2,91.
Per edats la població es repartia de la següent manera: un 22,3% tenia menys de 18 anys, un 6,5% entre 18 i 24, un 23,3% entre 25 i 44, un 31,9% de 45 a 60 i un 16,1% 65 anys o més.
L'edat mediana era de 44 anys. Per cada 100 dones de 18 o més anys hi havia 98,8 homes.
La renda mediana per habitatge era de 23.125 $ i la renda mediana per família de 36.250 $. Els homes tenien una renda mediana de 28.542 $ mentre que les dones 18.750 $. La renda per capita de la població era de 14.047 $. Entorn del 14,4% de les famílies i el 20,4% de la població estaven per davall del llindar de pobresa.

## Poblacions més properes
El següent diagrama mostra les poblacions més properes.